# Festival Internacional de Cine de Capri Hollywood
El Festival Internacional de Cine de Capri Hollywood es un festival de cine internacional anual que se celebra a finales de diciembre o principios de enero en Capri, Italia. Establecida en 1995, la sección de competencia está abierta a películas internacionales, animación, documentales y ficción. The Hollywood Reporter se refirió a él como "el último gran festival de cine del año" y "un punto de parada clave en el camino hacia los Premios de la Academia".

## Categorías de premios
- Mejor película[3][4]
- Mejor actor
- Mejor actriz
- Mejor actor de reparto
- Mejor actriz de soporte
- Mejor guion adaptado
- Mejor guion original
- Mejor película de animación
- Mejor largometraje documental
- Mejor película en lengua extranjera
- Mejor fotografía
- Mejor montaje cinematográfico
- Mejor maquillaje y peluquería
- Mejor diseño de producción
- Mejor canción Original
- Mejor puntaje original
- Mejor edición de sonido / Mejor mezcla de sonido
- Mejores efectos visuales
- Mejor reparto
- Premio a la carrera profesional